# Entre-Ijuís
Entre-Ijuís este un oraș în Rio Grande do Sul (RS), Brazilia.